# Austmanns Heideteich
Austmanns Heideteich ist ein Heideweiher auf dem Gebiet der Gemeinde Steinhagen, der unter Botanikern vor allem für das Vorkommen der seltenen Wasser-Lobelie (Lobelia dortmanna) bekannt war.

## Lage und Entstehung
Das vermutlich durch Windausblasung entstandene Gewässer befindet sich südwestlich von Steinhagen, unweit des Gehöftes Ströhen. Noch zu Beginn des 19. Jahrhunderts war es von größeren Heideflächen umgeben, die man jedoch bereits 1895 durch Nadelholzforste ersetzt hatte.

## Ehemalige Flora
Das Vorkommen der Wasser-Lobelie wird bereits von Karl Beckhaus in seiner 1893 erschienenen „Flora von Westfalen“ erwähnt. Dort heißt es: „In großer Menge im Austmannschen Teiche zu Steinhagen bei Bielefeld und zwar im sandigen, austrocknenden Schlamm, nicht im Wasser.“ Zu den weiteren floristischen Besonderheiten Gebietes gehörten ferner die Vielstängelige Sumpfbinse (Eleocharis multicaulis), der Strandling (Litorella uniflora), die Borsten-Schmiele (Deschampsia setacea) und die Schnabel-Segge (Carex rostrata). Nach Koppe (1959) wurde der Teich 1916 trockengelegt und in Weideland umgewandelt.

## Zustand seit der Wiederherstellung 2014
Im Rahmen von Ausgleichsmaßnahmen, die für den Bau des Gewerbegebietes Brockhagen-Ost vorgeschrieben waren, wurde der Weiher im Sommer 2014 wiederhergestellt. Er hat eine Größe von etwa 14.000 m². Zusammen mit den angrenzenden Magerrasenflächen umfasst das Biotop eine Gesamtfläche von 8,6 ha. Bei der Neuanlage des Gewässers wurden allerdings einige gravierende Fehler gemacht. So wurde ein Großteil des Areals so tief ausgehoben, dass der alte Samenhorizont beseitigt wurde. Zudem wurden einige alte Drainagen übersehen, die dem Gewässer nährstoffreiches und vermutlich mit Herbiziden belastetes Wasser zuführten. Lediglich im Westteil des Gebietes, wo ein sehr flacher Weiher entstand, blieb der Samenhorizont erhalten. Hier konnten 2016 einige floristische Besonderheiten beobachtet werden, darunter:
- Igel-Segge (Carex echinata)
- Pillenfarn (Pilularia globulifera)
- Salz-Teichbinse (Schoenoplectus tabernaemontani)
- Schnabel-Segge (Carex rostrata)
- Sparrige Binse (Juncus squarrosus)
- Sumpfbärlapp (Lycopodiella inundata)[5]
- Wassernabel (Hydrocotyle vulgaris)

Am Rande des Gewässers brütet der Kiebitz (Vanellus vanellus).